# Der Spielgefährte
Der Spielgefährte ist eine US-amerikanische Filmkomödie aus dem Jahr 1982 von Richard Donner. Es ist die Neuverfilmung der französischen Komödie Das Spielzeug von 1976.

## Handlung
Jack Brown ist ein arbeitsloser Journalist, der nach seinem College-Abschluss einfach keinen Job finden kann und dessen Haus kurz vor der Zwangsversteigerung steht. Also sucht er sich einen Job, der weit unter seiner Qualifikation als Akademiker liegt und fängt als Putzkraft im Unternehmen von U. S. Bates an. So ist er nachts beim Putzen und Spielen im Warenhaus, als er von Bates Sohn Eric und seiner Belegschaft aus einem Versteck beobachtet wird. Eric durfte sich jedes Spielzeug aussuchen, was er haben wollte, aber nachdem er gesehen hat, wie tollpatschig Jack rumspielt, will er nur Jack haben. Aber Jack weigert sich mitzugehen und lässt sich nur schwer überreden. Erst als man ihm mehrere Hundert Dollar in die Hand drückt, erklärt er sich bereit, sich als Geschenk verpackt zu Bates’ Villa verschicken zu lassen.
Und dort beharrt er auf seine Würde und lässt sich nur mit viel Geld dazu überreden und kaufen eine Woche lang auf Eric aufzupassen und mit ihm zu spielen. Jack erfährt, dass Eric sich von seinem Vater alleine gelassen fühlt, weswegen er den Job jetzt auch persönlich sieht. Doch von Mr. Bates Ehefrau Fancy wird er auf einer Dinnerparty als neues Spielzeug ihres Stiefsohns gedemütigt, weswegen er anschließend wütend das Anwesen verlässt. Und nachdem Eric deswegen wütend die Party ruiniert, erhält Jack einen Scheck, der die Zwangsversteigerung seines Hauses unnötig macht, sodass er sich wieder auf dem Weg zu Arbeit macht. Aber Eric spielt weiterhin seine Streiche, weswegen Jack erstmal erklären muss, dass man Freunde nicht kaufen, sondern viel eher verdienen muss.
Und so versucht Jack Eric spielerisch beizubringen, wie eine Zeitung funktioniert. Nachdem sie die Belegschaft von Mr. Bates interviewt haben und so manche kleine schmutzige Geschichte offenbarten, drucken sie illegal ihre Zeitung und verteilen sie kostenlos in der Stadt. Selbstverständlich ist Mr. Bates davon gar nicht begeistert und bestellt beide in sein Büro, wo er fordert, dass sie ihre Zeitung zurücknehmen, da es sich um Lügen handele. Doch trotz Erics Protest, dass er nur die Wahrheit schrieb, meint Mr. Bates, dass der, der das Geld hat, bestimmen darf, was die Wahrheit ist. Und da er das Geld hat, bestimmt er, dass es Lügen sind. Und so bietet er Jack einen Job in seiner Zeitung an, den dieser annimmt. Selbstverständlich ist Eric enttäuscht, glaubt er doch, dass Jack seine Ideale verraten hat, aber dieser muss an seine Familie denken und dass er einen Job braucht, um zu überleben, sodass er sich den Luxus von Idealen nicht leisten kann.
Aber Jack steht Eric anschließend doch bei, denn bei einer Party von Mr. Bates für den Senator stiften beide Ärger und Verwirrung, wodurch die meisten Ehrengäste fliehen und auch diese Party eine Katastrophe wird. Als Mr. Bates die beiden Störenfriede vertreiben will, landet er im Pool und muss von Jack gerettet werden. Aus Dankbarkeit darüber bittet Mr. Bates Jack, ob er ihm nicht verraten könne, wie er besser mit seinem Sohn leben könne und Jack verrät es ihm.

## Kritiken
Der Film erhielt sehr schlechte Kritiken. So zählte die Internetseite Rotten Tomatoes von 28 gewerteten professionellen Kritiken lediglich eine positive, was einem Wert von 4 % entspricht. Auch vom breiten Publikum wurde der Film mit eher durchschnittlichen Reaktionen aufgenommen, denn gleichzeitig werteten 53 % den Film positiv und vergaben 3,5 von 5 Punkten. Dies wiederum wird vom Onlinefilmarchiv IMDb, einer weiteren Plattform, auf der normale User ihre Filmkritiken abgeben können, mehr als bestätigt, denn dort gaben 4677 User dem Film unterdurchschnittliche 5,3 von 10 möglichen Punkten. (Stand: 21. September 2011)
In der liberalen Tageszeitung New York Times kritisierte Vincent Canby den Film, da er sich kaum durchringen konnte, diesen Film bis zum Ende anzusehen, was wohl an den „schlecht ausgeführten Gags“ läge, die direkt aus „der französischen Vorlage kopiert“ seien. Auch seien die beiden Hauptdarsteller Richard Pryor und Jackie Gleason im Film „verschwendet“, denn Gleason sähe aus „als käme er permanent vom Friseur“ und Pryor käme trotz größter Mühen nicht an sein Standardniveau heran.

## Hintergrund
In der Dokumentarreihe E! True Hollywood Story gab Scott Schwartz an, dass er viele der Szenen, die er mit Jackie Gleason spielte, dadurch ruinierte, dass er nicht mit dem Improvisationsstil von Gleason klarkam, da er in der Schauspielschule noch gelernt hatte, dass man seine Texte auswendig aufsagen musste, während Gleason einfach drauflosspielte.

## Auszeichnungen
- Beim Young Artist Award 1982 wurde Scott Schwartz als bester Nebendarsteller in einem Spielfilm ausgezeichnet

## Veröffentlichung
Der Spielgefährte startete am 10. Dezember 1982 in den US-amerikanischen Kinos und konnte mit einem Einspielergebnis am ersten Wochenende von 6,3 Mio. US-Dollar die ebenfalls neu gestarteten Die unglaubliche Reise in einem verrückten Raumschiff und Nur 48 Stunden auf Platz zwei und drei der Kinocharts verweisen. Insgesamt spielte er 47,1 Mio. US-Dollar ein und gilt seitdem als elft erfolgreichste Neuverfilmung eines französischen Films seit 1980. In Westdeutschland startete der Film am 15. April 1983 in den Kinos. Auf VHS ist der Film seit dem 31. Januar 1989 erhältlich.